# Międzynarodowe Zrzeszenie Przewoźników Powietrznych
Międzynarodowe Zrzeszenie Przewoźników Powietrznych (ang. International Air Transport Association = IATA) – światowa organizacja handlowa z siedzibą w Montrealu i Genewie (Szwajcaria) skupiająca 290 przewoźników wykorzystujących linie lotnicze. 
Głównym zadaniem organizacji jest wsparcie dla przemysłu lotniczego w sprawach uczciwej konkurencji oraz jednorodności cen biletów:
z tego względu IATA podzieliła świat na trzy regiony:
- strefa 1. NORAM i LATAM (North America and Latin America) - Północna i Południowa Ameryka,
- strefa 2. EMEA (ang. Europe, Middle East and Africa) -      Europa, Kraje Bliskiego Wschodu i Afryka,
- strefa 3. APAC (ang. Asia and Pacific) -                    Azja, Australia, Nowa Zelandia oraz Wyspy Pacyfiku.

Zrzeszenie (podobnie, jak ICAO) nadaje lotniskom kod IATA a także dwuznakowy kod liniom lotniczym. Ponadto IATA stała się ogólnoświatowym regulatorem ds. transportu lotniczego towarów niebezpiecznych i wydaje tzw. IATA Dangerous Goods Regulations manual będący wykładnią prawną i praktyczną dotyczącą tego zagadnienia.